# 국제 도량형 총회
국제도량형총회(國際度量衡總會, 영어: General Conference on Weights and Measures, 프랑스어: Conférence générale des poids et mesures, 약어 : CGPM)는 1875년 미터조약 체결에 따라서 국제단위계(SI 단위계)를 유지하기 위해 만들어진 3개 기구 중의 하나이다. 4년 또는 6년마다 파리에서 개최된다.
국제도량형총회는 회원국 정부의 대표와 국제도량형총회의 준회원 옵서버로 구성된다. 2002년 도량형총회는 51개 회원국과 10개 준회원국이 참여했고, 2005년 현재 준회원국은 17개국이다. 2018년 11월 13일부터 16까지 개최된 제26회 총회에서는 질량의 단위인 kg을 플랑크 상수의 값을 이용하여 정의하는 것으로 결정하여 종전에 킬로그램 원기를 기준으로 정의하던 것을 폐지하였다.

## 역대 총회의 주요 결정
| 연도        | 주요 결정 |
| ----------- | --- |
| 1차(1889년) | 백금과 이리듐 합금으로 만든 국제킬로그램원기(International Prototype Kilogram, IPK)를 질량의 기본단위로 정의 |
| 4차(1907년) | 1캐럿(carat)을 200mg으로 정의                                                                                |

## 같이 보기
- 미국 국립표준기술연구소

## 참조
- 국제도량형총회 회원 국가 보관됨 2006-04-26 - 웨이백 머신